# Guerra Colômbia-Peru
A Guerra Colômbia-Peru, também chamada de Conflito de Letícia ou Questão Letícia, foi um conflito armado de curta duração entre a Colômbia e o Peru por território na floresta amazônica que durou de 1º de setembro de 1932 a 24 de maio de 1933. Isto ocorreu devido a disputas fronteiriças em Leticia no território das Três Fronteiras. No final, um acordo foi alcançado para dividir a área disputada entre os dois países, com intervenção diplomática do Brasil e da Liga das Nações.

## Antecedentes

### A tomada civil
A Guerra Colômbia-Peru foi o resultado da insatisfação com o Tratado Salomón-Lozano e da imposição de pesadas tarifas sobre o açúcar. Em 27 de agosto de 1932, os civis peruanos Oscar Ordoñez e Juan La Rosa Guevara, na presença do Tenente-Coronel Isauro Calderón, do Tenente-Comandante Hernán Tudela y Lavalle, dos engenheiros Oscar H. Ordóñez de la Haza e Luis A. Arana, os médicos Guillermo Ponce de León, Ignacio Morey Peña, Pedro del Águila Hidalgo e Manuel I. Morey criaram a Junta Patriótica Nacional, conhecida também como Junta Patriótica de Loreto. Eles obtiveram, através de doações e caridade de civis e militares, as armas e recursos necessários para iniciar a “recuperação do porto”.

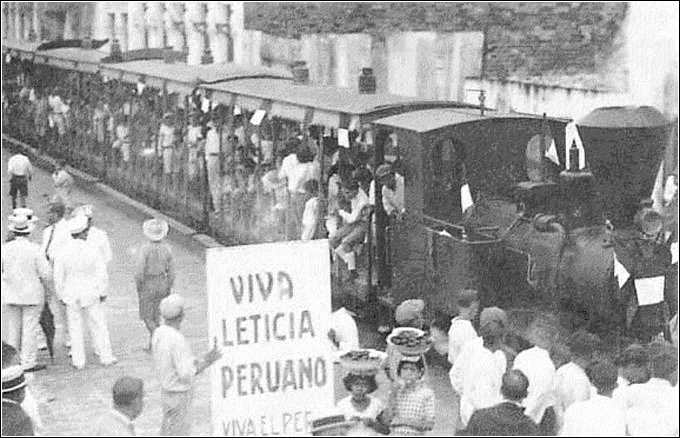
Protestos peruanos em 1932 contra a ratificação do Tratado Salomón-Lozano.

O grupo lançou um manifesto irredentista conhecido como Plano de Leticia denunciando o Tratado Salomón-Lozano. O “plano” seria executado de forma pacífica e a força seria utilizada apenas se as autoridades colombianas respondessem de forma hostil. Os civis seriam os únicos participantes para não comprometer todo o país, o que levou Juan La Rosa Guevara a renunciar à sua nomeação como segundo-tenente para participar como civil.
A tomada de Letícia, originalmente prevista para 15 de setembro de 1932, foi antecipada em duas semanas. O centro das operações foi a cidade fronteiriça de Caballococha, cujos habitantes ingressaram no Exército de Recuperação Civil, cujo efetivo era de 48 pessoas. Na madrugada de 1º de setembro de 1932, ocorreu o que hoje é conhecido como Incidente de Letícia, após a tomada de Letícia com o apoio da população local. Como resultado, as autoridades e a polícia colombianas fugiram para o vizinho Brasil.
Em 1º de setembro de 1932, o presidente Luis Miguel Sánchez despachou dois regimentos do Exército Peruano para Letícia e Tarapacá; ambos os assentamentos ficavam no departamento do Amazonas, hoje no sul da Colômbia. Essas ações foram então em grande parte ignoradas pelo governo colombiano.

### Patriotismo colombiano
Só em 17 de setembro é que o governo colombiano tomou conhecimento. As forças peruanas, acampadas às margens do rio Putumayo, impediram que vários grandes navios mercantes viajassem para Letícia. O resultado foi uma explosão do patriotismo colombiano. Laureano Gómez, o chefe da minoria no Senado, proclamou: "Paz, paz, paz no interior da Colômbia; guerra, guerra, guerra na fronteira contra o nosso desprezível inimigo."
Em 19 de setembro, o jornal El Tiempo informou ter recebido mais de 10.000 cartas pedindo guerra e controle sobre Letícia. No mesmo dia, milhares de estudantes colombianos marcharam pelas ruas de Bogotá gritando: “Sánchez Cerro morrerá e a Colômbia desafiará!” Vásquez Cobo foi declarado general da Marinha Amazônica Colombiana e 10 milhões de dólares foram aprovados pelo Senado para financiar seu empreendimento. Mais de 400kg de ouro foram doados pelas cidades colombianas como símbolo de gratidão ao engenheiro huilano César García Álvarez.

## Conflito

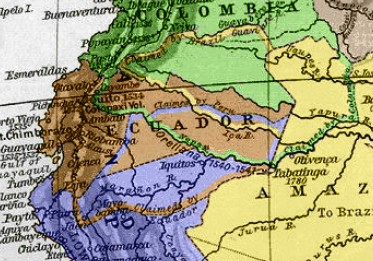
Território disputado por Peru, Equador e Colômbia desde o início do século XIX a meados do século XX, a origem da primeira guerra entre a Colômbia e o Peru e do conflito peruano-equatoriano.

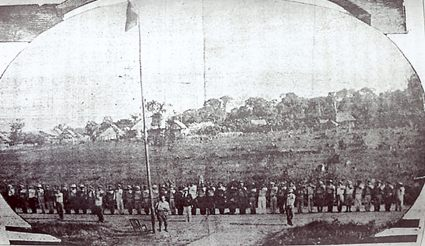
A bandeira do Peru tremula no porto de Letícia após a sua ocupação.

Sánchez acreditava que a Colômbia não tinha chance de se defender, pois carecia de estradas na Amazônia e de uma marinha adequada devido às dificuldades financeiras provocadas pela Guerra dos Mil Dias. Somente em dezembro de 1932 o General Alfredo Vásquez Cobo chegou à foz do rio Amazonas com uma frota de antigas canhoneiras colombianas da virada do século e novos destróieres britânicos que adquiriu enquanto estava na Europa. Em 90 dias, a Colômbia organizou uma resposta militar respeitável à invasão peruana. Herbert Boy, Raimunf Behrend, Fritz Tessen von Heydebreck, Hermann Ernst von Oertzen, Ludwig Graf Schaesberg, Gottlob-Fritz von Donop, Bodo von Kaull, Adolf Edler von Graeve, Georg Theodor Meyer, Schaefer, Paul Mutter, Hans Himpe, Heinz Kutscha e outros aviadores alemães da SCADTA, que mais tarde se tornou Avianca, equiparam seus aviões comerciais para a guerra como uma Força Aérea Colombiana temporária.
No final de dezembro de 1932, a flotilha de navios adquirida pela Colômbia chegou à Amazônia, mas o presidente Enrique Olaya Herrera não autorizou o uso destes para recuperar Letícia, esperando antes uma solução diplomática. As dúvidas dos militares não estiveram ausentes na guerra: O General Rojas assumiu o comando das operações em Belém do Pará, colocando Vásquez Cobo em segundo plano. As tropas colombianas, segundo este último, receberam o velho general com indiferença. Olaya concedeu-lhe a Cruz de Boyacá, mas não foi suficiente. Contudo, não era apenas uma questão de orgulho ou prepotência. Vásquez Cobo queria atacar Letícia imediatamente, sem levar em conta as orientações que Rojas lhe comunicou. Olaya insistiu no assalto a Tarapacá em dois comunicados de 20 e 28 de janeiro de 1933 e nomeou Vásquez Cobo Ministro da Guerra encarregado de superar as dificuldades e colocá-lo, com toda autoridade, acima dos militares em serviço. Vasquez Cobo aceitou então o plano de Olaya e expressou-o numa mensagem datada de 5 de Fevereiro, aceitando a sua marcha através do Putumayo.
Em 24 de dezembro de 1932, a Expedição Amazonas da Marinha Colombiana chegou a Belém do Pará, no Brasil, embarcando o Destacamento Amazonas do exército, e preparando-se para subir o rio Putumayo em direção a Tarapacá, que estava nas mãos das forças peruanas.
Em 20 de janeiro de 1933, na guarnição de El Encanto, três soldados colombianos cruzaram o rio Putumayo para fazer reconhecimento do lado peruano, com um dos soldados colombianos morrendo e outro ferido. Quando os dois sobreviventes retornam à guarnição relatam ter deixado três soldados peruanos mortos. O soldado ferido, chamado Cándido Leguizamo, morreria mais tarde em Bogotá devido aos ferimentos.
O primeiro ataque da Marinha colombiana foi em Tarapacá. A cidade foi escolhida porque Letícia estava na fronteira com o Brasil e as Forças Colombianas preferiram atacar um alvo mais fácil em vez das posições peruanas bem defendidas dentro e ao redor da cidade. No dia seguinte, a Força Aérea Peruana tentou bombardear a Frota Colombiana, mas a maioria das bombas não atingiu o alvo.

### Batalha de Tarapacá

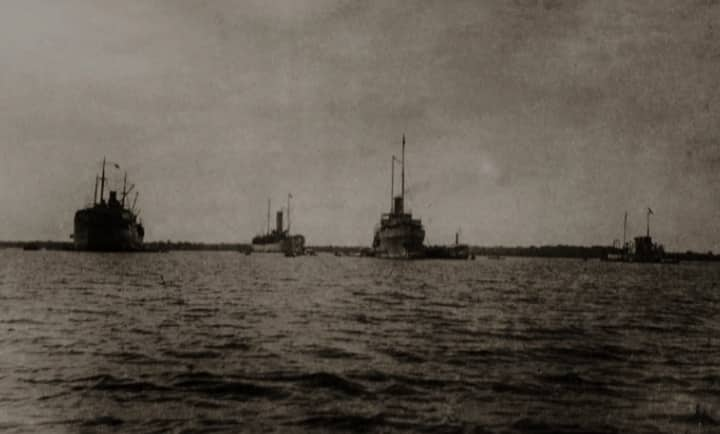
Frota colombiana durante a guerra. Da esquerda para a direita: os navios Boyacá, Córdoba, Pichincha e Mosquera.

No dia 13 de fevereiro, a frota colombiana esteve nas águas da linha Apoporis-Tabatinga, no local denominado Cardozo, próximo a Tarapacá, com cerca de 700 soldados. Ao meio-dia, um esquadrão de observação peruano sobrevoou o rio Putumayo, reconhecendo algumas unidades da flotilha colombiana ancoradas em Cardozo, apesar de ter sido arranjado uma camuflagem adequada dos navios; ao anoitecer, sete aviões de combate da Aviação Militar Colombiana pousaram perto dos navios, enquanto um grupo de aviões de transporte com combustível, peças de reposição, munições e pessoal médico chegou a La Pedrera.
Em 14 de fevereiro de 1933, Vásquez Cobo enviou um ultimato aos peruanos que ocupavam Tarapacá, porto do rio Putumayo, ao qual Díaz Rojas afirmou que consultaria o comando militar superior. Nesse mesmo dia, pouco depois, 3 aviões de ataque peruanos Vought O2U Corsair apareceram sem escolta de caça (porque no dia anterior o reconhecimento aéreo não detectou os aviões colombianos próximos à flotilha), comandados pelo Tenente Baltazar Montoya, e tentaram bombardear o navio colombiano MC Córdoba, atingindo-o com uma bomba que não explodiu; mas depois recuaram quando foram interceptados por três aviões de combate colombianos Curtiss Hawk-II. Algumas fontes indicam que um dos aviões peruanos lançou suas bombas na selva sem dar combate, outras afirmam que um dos aviões peruanos permaneceu cobrindo a retirada dos demais e ainda conseguiu abater um caça colombiano. Às 14h do mesmo dia, um esquadrão aéreo colombiano composto por 3 caças e 4 bombardeiros (um Junkers K-43, dois Dornier Walls e um Junkers F-13), lançou 12 bombas pesadas e 47 bombas leves sobre as instalações peruanas em Tarapacá.

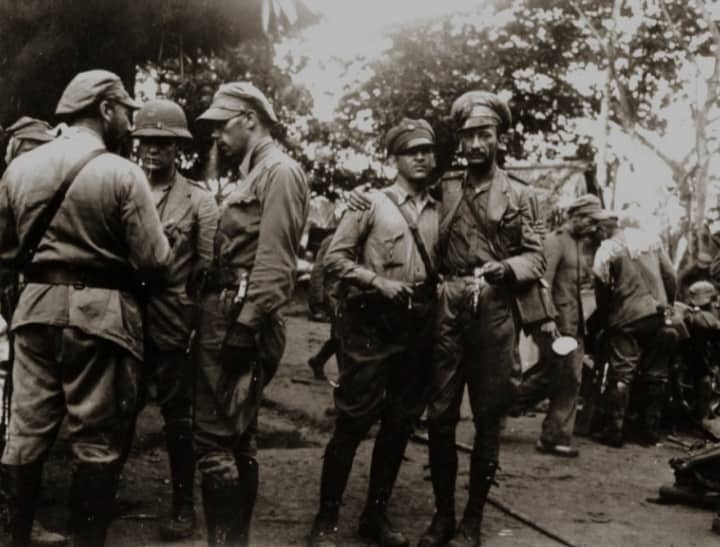
Soldados colombianos na selva amazônica.

Em 15 de fevereiro de 1933, as tropas colombianas atacaram novamente a guarnição peruana de Tarapacá, através de um bombardeio aéreo e posterior assalto anfíbio. Dada a impossibilidade de continuar os combates, as tropas peruanas retiraram-se do local. Aparentemente não tiveram uma única baixa no ataque colombiano, mas deixaram para trás dois canhões Krupp de 75mm, algumas pequenas instalações de defesa e algumas caixas de munições. Díaz Rojas com 56 homens, muitos doentes, entrou na selva e depois de uma penosa marcha de 10 dias chegaram ao centro da cidade. Os outros 36 homens da guarnição de Tarapacá, sob o comando do 2º Tenente Antonio Cavero, embarcaram no barco Estefita, que teve que despistar a esquadra colombiana para chegar a um porto seguro. O resultado final deste combate fortaleceu o exército colombiano na posse do referido porto e o General Alfredo Vásquez Cobo deixou um destacamento de 300 homens ali estacionados. Nesse mesmo dia, a Colômbia rompeu relações diplomáticas com o Peru: o Dr. Enrique Carrillo, ministro plenipotenciário do Peru, foi expulso da Colômbia e escoltado até Buenaventura, em consequência do ataque aéreo à flotilha colombiana no dia anterior.
Em 16 de fevereiro, cinco aviões peruanos de sua base aérea de Yaguas tentaram bombardear a canhoneira MC Barranquilla, que havia partido em missão de exploração, mas quando os caças colombianos apareceram no horizonte, os aviões peruanos começaram a retirar-se sem lutar. No sábado, 18 de fevereiro de 1933, uma manifestação de protesto foi realizada por cidadãos peruanos em frente à residência do embaixador colombiano no bairro de Barranco; causando um motim e o saque da casa do embaixador.

### Ataque à Ilha Chavaco

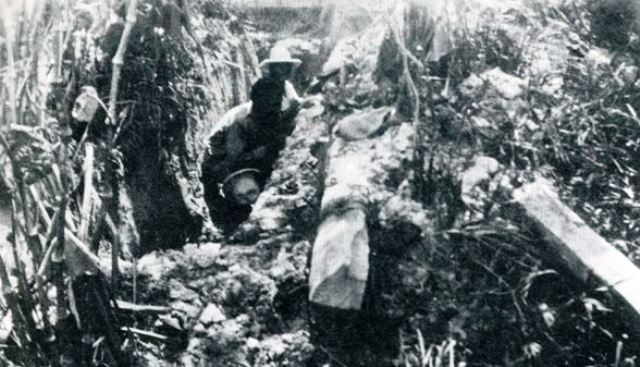
Soldados peruanos em uma trincheira em Letícia.

No dia 18 de fevereiro, a aviação peruana atacou a ilha de Chavaco em frente a Güepí e ocupada por 30 soldados colombianos sob o comando do Capitão Ángel María Diago. Um dos aviões peruanos foi abatido, caindo em chamas no rio Putumayo.

### Acidentes aéreos do CAP

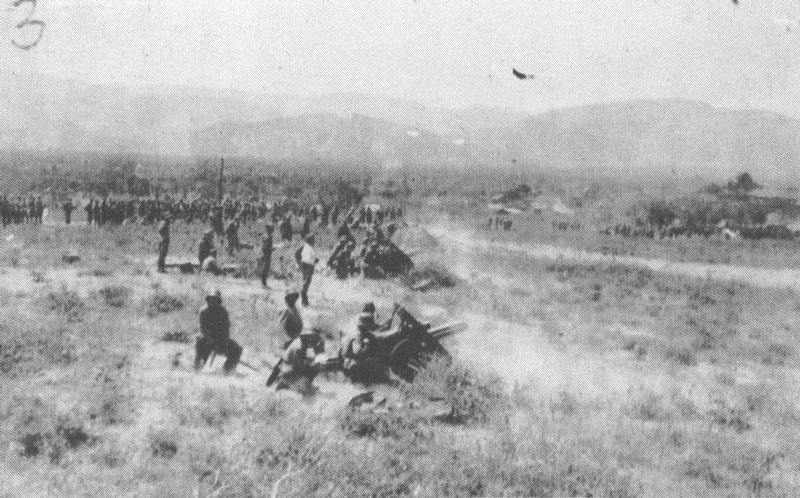
Demonstração da artilharia colombiana durante o conflito.

No dia 21 de fevereiro, uma aeronave Corsair do Corpo Aéreo Peruano (CAP) pilotada pelo Major A. Chávez Fonseca teve problemas de motor sobre Paita e caiu com resultados fatais. No dia seguinte, uma das três novas aeronaves Douglas O-38P, enviadas de Ancón para a frente de combate, foi perdida quando o piloto deste avião, o 2º Tenente Rodríguez, fez um pouso forçado no rio Putumayo, no setor de La Tagua. A tripulação escapou ilesa do acidente, mas abandonou sua aeronave; que mais tarde seria capturada pelas forças colombianas, reparada e exposta como troféu de guerra até sua devolução ao governo peruano em 1934.
Os O-38P sobreviventes juntamente com os Corsairs conseguiram localizar o barco colombiano Estelita, mas suas bombas não conseguiram atingir o alvo, devido à altitude exagerada em que lançaram suas bombas, com mais de 1.500m acima do solo.

### Combate de Puerto Hilario
No dia 13 de março, as forças colombianas, com o objetivo de subjugar a guarnição peruana de Puerto Arturo, mobilizaram a canhoneira Pichincha com as lanchas blindadas Magdalena e Margarita sob o comando do General Efraín Rojas, e iniciaram o desembarque de 180 homens do batalhão Juanambú, tentando ocupar o posto de vigilância de Puerto Hilario, no rio Cotuhé (perto de Buenos Aires, entre Cerro Tarapacá e Letícia). No entanto, foram obrigados a reembarcar em massa em seus barcos devido à forte defesa terrestre e ao ataque de dois esquadrões (6 aeronaves) da aviação peruana que causaram baixas no convés do Pichincha. O 2º Tenente Antonio Cavero M. capturou uma bandeira colombiana. Esta vitória peruana frustra a tentativa colombiana de ameaçar Letícia pela sua retaguarda.

### Combate de Buenos Aires
No dia 17 de março, o general colombiano Efraín Rojas, com o navio MC Pichincha e uma seção de infantaria do Destacamento Amazonas, atacou um posto peruano em um povoado localizado a três horas do local chamado Buenos Aires, no rio Cotuhé, forçando a retirada de 50 soldados peruanos.
Às 17h00, entre seis e oito aviões peruanos (O-38P e Corsários) bombardearam a posição tomada pelos colombianos, deixando um soldado colombiano morto e mais seis feridos devido ao impacto de uma das bombas na canhoneira MC Pichincha, mas que não perfurou sua blindagem, e a captura pelas forças peruanas do guia colombiano José María Hernández, baleado em Iquitos dias depois; ao mesmo tempo, um dos aviões peruanos foi abatido. Não tendo certeza de receber apoio aéreo e diante da possibilidade de uma contra-ofensiva, a flotilha colombiana retirou-se da área naquela mesma noite.

### Combate de Güepí

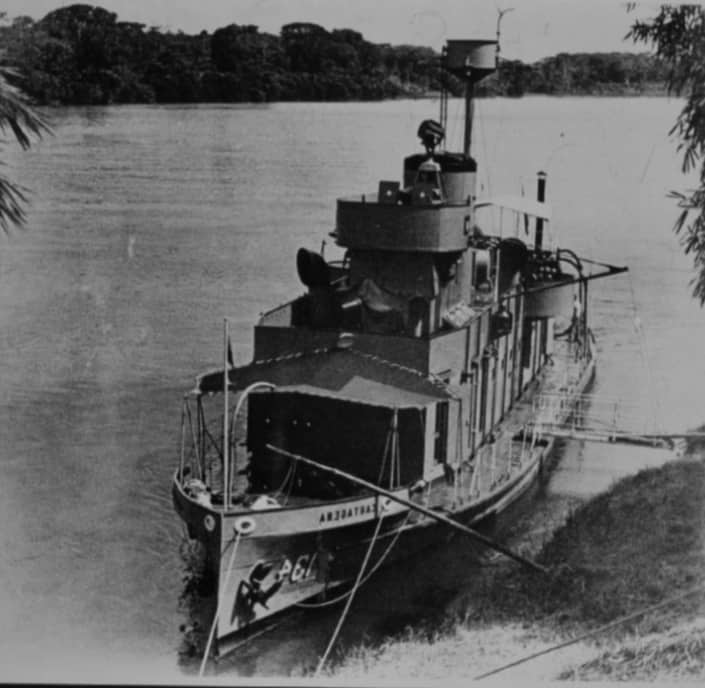
Navio colombiano MC Cartagena às margens do rio Güepí após a batalha.

Em 26 de março de 1933, o exército colombiano atacou, durante oito horas, a guarnição peruana estacionada em Güepí; esta composta por cerca de 200 soldados. Güepí foi um dos combates mais relevantes da guerra, junto com Tarapacá, ambas vitórias colombianas que selaram o conflito fronteiriço no campo prático e militar.
A batalha começou com fogo da artilharia de montanha postada na Ilha Chavaco, artilharia das canhoneiras MC Cartagena e MC Santa Marta da Força Expedicionária do Amazonas, e bombardeio com a esquadrilha da força aérea, composta por onze aeronaves. Em seguida, foi realizado um ataque anfíbio de infantaria do "Destacamento Putumayo" com cerca de 1000 soldados vindos do norte (cruzando o rio Putumayo), a leste e oeste.

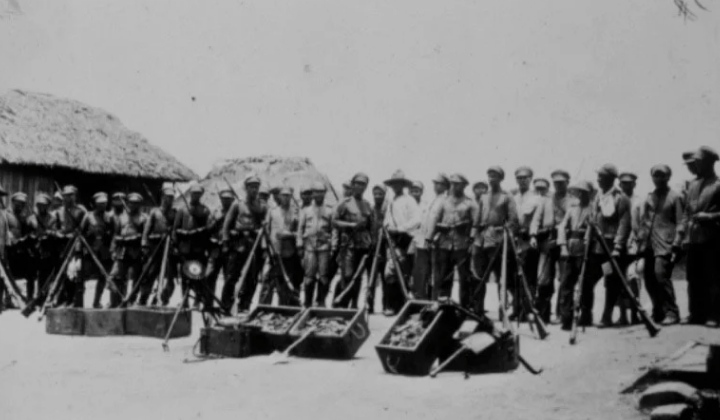
Soldados colombianos com equipamento peruano capturado em Güepí.

As forças peruanas resistiram durante oito horas, cedendo lentamente terreno, até que quando se viram flanqueadas e quase cercadas, deixando o estreito caminho de Pantoja como única rota de abastecimento, recuaram desordenadamente por essa mesma rota, abandonando uma certa quantidade de suprimentos. Como a guarnição de Güepí estava bem defendida com trincheiras, as baixas peruanas foram poucas, apesar do intenso bombardeio antes do desembarque colombiano. Ao mesmo tempo, as aeronaves peruanas retiraram-se em direção a Pantoja, abandonando algumas aeronaves que já estavam inutilizáveis.
Alguns pelotões colombianos tentaram seguir os peruanos em retirada, mas ao cair da noite e como não conheciam este território, a perseguição foi cancelada. O saldo do dia foi de 16 soldados colombianos mortos em combate e 13 feridos, além de 2 aeronaves com leves danos causados pelas defesas peruanas; do lado peruano foram 27 mortos, 12 feridos e 13 prisioneiros. Nos dias seguintes o número de prisioneiros aumentaria em 6, assim como a permanência de tropas colombianas em Güepí.
Ali, em meio ao bombardeio de artilharia colombiana, o Sargento Fernando Lores Tenazoa morreu junto com seu grupo de 9 subordinados enquanto obedeciam às ordens de cobrir a retirada de seus compatriotas e impedir momentaneamente o desembarque colombiano, sem sucesso. Nesse combate, também é lembrada a ação do soldado colombiano Juan Bautista Solarte Obando, natural de La Unión, ao salvar a vida de pelo menos 100 soldados colombianos que teriam caído sob a linha de fogo de uma metralhadora peruana, mas que Solarte neutralizou interpondo-se no funcionamento desta metralhadora, custando-lhe a vida mas salvando os seus compatriotas.
No dia 28 de março, a aviação peruana realizou um ataque a Güepí, com poucos incidentes do lado colombiano. Continuando para oeste, localizaram a lancha Sinchi Roca que transportava os 19 prisioneiros peruanos capturados em Güepí, atacando-a e obrigando-a a encalhar na margem inferior. Apenas o timoneiro da embarcação colombiana morreu e os peruanos foram libertados. Segue-se uma série de escaramuças na tentativa dos peruanos de recuperar Güepí. A principal delas ocorreu no dia 10 de abril, quando um sargento e dois soldados peruanos morreram em confronto com a guarda avançada colombiana. O forte de Güepí permaneceu ocupado pelos colombianos até o fim da guerra, sendo devolvido ao território peruano com os acordos do Rio de Janeiro.

### Combate de Calderón

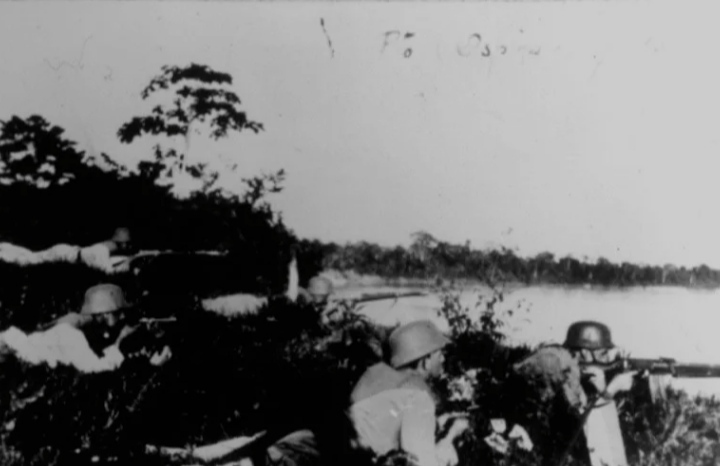
Tropas colombianas em combate em Porto Ospina, no alto Putumayo.

No dia 16 de abril, uma unidade peruana comandada pelo Tenente-Coronel Oscar Sevilla atacou com tiros de fuzil e metralhadora uma companhia de infantaria colombiana do Batalhão Juanambú pertencente ao Destacamento Putumayo e comandada pelo Major Diógenes Gil, a qual estava formada e sem armas prontas, pois esta unidade estava sendo passada em revista. O combate ocorreu no porto chamado Calderón, a 63km de Porto Arturo, na margem colombiana do rio Putumayo, deixando um soldado colombiano morto e mais cinco feridos. As forças peruanas não sofreram baixas e retiraram-se da área.

### Combate de Yabuyanos

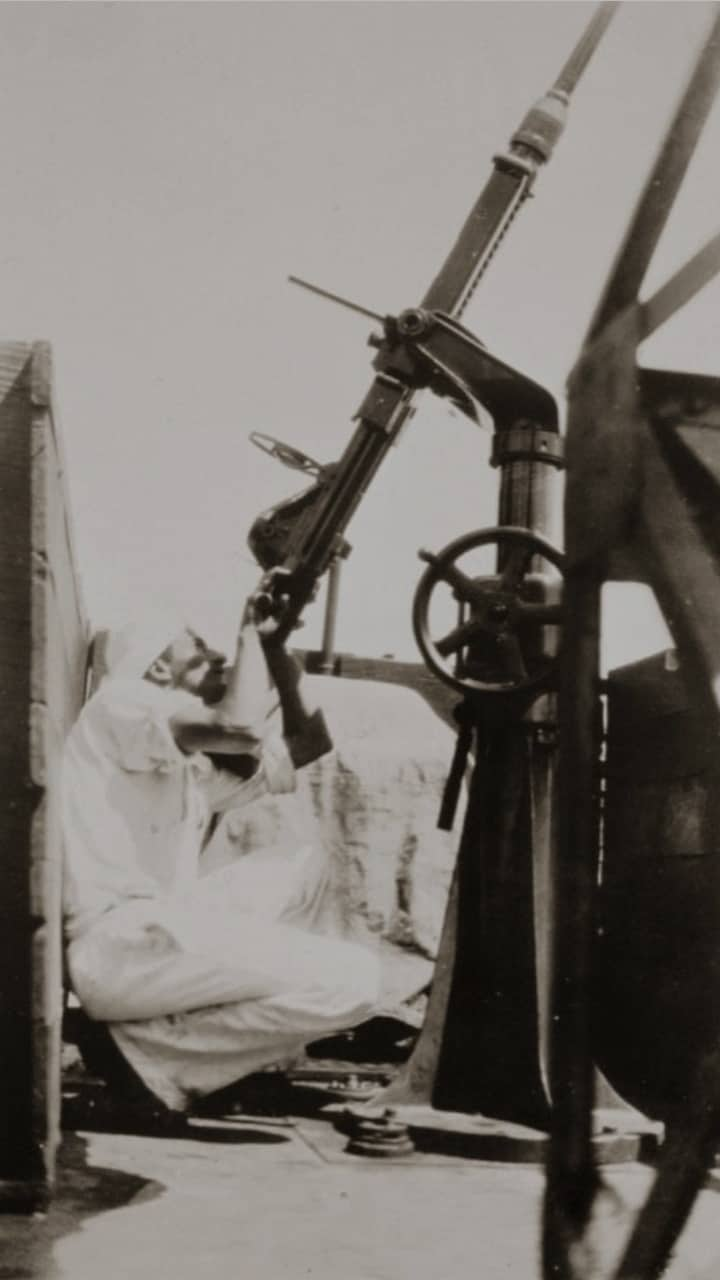
Soldado colombiano com uma metralhadora antiaérea de 20mm na canhoneira Cartagena.

No dia 29 de abril, às 23h, no local conhecido como Yabuyanos, a 80km rio acima de Calderón, a companhia de infantaria peruana Maldonado com 80 soldados e comandada pelo Tenente-Coronel Oscar Sevilla atacou as canhoneiras MC Cartagena e MC Santa Marta que transportavam duas companhias de infantaria colombianas em direção a Calderón. As forças colombianas sob o comando do General José Dolores Solano responderam ao ataque e na madrugada do dia seguinte realizaram um desembarque, colocando as forças peruanas em retirada. No final, as forças colombianas relataram um soldado colombiano ferido e dois peruanos mortos.

### Combate de Puca-Urco (Saravia)
Na madrugada de 7 de maio de 1933, a frota colombiana composta pelas canhoneiras Córdoba, Pichincha e Barranquilla deslocava-se ao longo do Putumayo com 2 barcos transportando 300 soldados para atacarem a guarnição peruana de Puca-Urco sob o comando do Capitão Raguz e do Tenente Butron, a qual estava composta por 52 soldados e um único canhão de 75 mm. Os peruanos enfrentaram as forças colombianas que possuíam 7 canhões de 37mm e 12 metralhadoras. O confronto acirrado não permitiu o desembarque das tropas colombianas no setor após serem rechaçadas. Horas depois, o Major Alfredo Collazos enviou um radiograma ao General Rojas:

"Em Saravia, forte resistência peruana com artilharia; três peças localizadas e metralhadoras; ademais, uma mina explodiu perto da margem direita; a luta durou meia hora; a falta de apoio de outros navios impediu que a luta se prolongasse por mais tempo; situo-me um quilômetro abaixo, ordenei o reconhecimento de lancha. Servidor Major Collazos."
Horas depois, as forças peruanas iniciaram a retirada ordenada de suas tropas conforme ordenado dias atrás pelo Comandante Granadino na seguinte ordem "que uma vez realizada a emboscada, em sua retirada salvarão imperativamente a peça Schneider, pois, além de impedi-la de cair nas mãos do inimigo representa 50 por cento do fogo de artilharia que lanço". As forças colombianas desembarcam às onze horas da manhã para realizar o reconhecimento sem encontrar qualquer vestígio do inimigo.

### Combate do rio Algodón

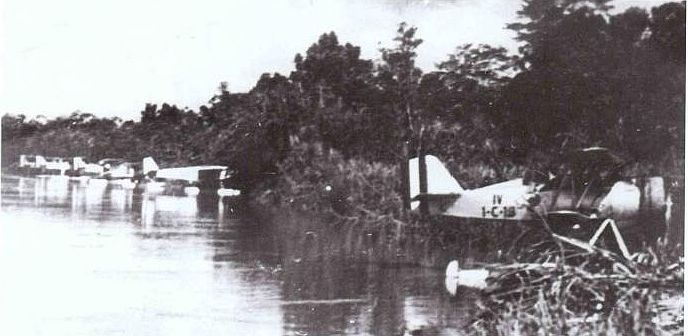
Hidroaviões peruanos Curtiss F-11 Hawk e um Douglas O-38P.

No dia 1º de maio de 1933, a frota colombiana se reagrupou e no dia 7 do mesmo mês, às três da manhã, perto de Puca-Urco (Porto Saravia), a canhoneira colombiana MC Barranquilla atingiu uma mina, que não causou danos graves, e então ele foi assediada da terra. Às onze da manhã a frota colombiana contra-atacou a posição Puca-Urco, mas os peruanos abandonaram-na primeiro. Depois seguiram para o rio Algodón, onde o Peru tinha uma base aérea de hidroaviões, mas ao cair da noite não conseguiram detectá-la. Aproveitando-se disso, os peruanos evacuaram sua frota de aeronaves daquela base.
Em 8 de maio de 1933, a flotilha colombiana tentou novamente, mas desta vez durante o dia, atacar a base aérea peruana, sendo recebida por aviões Vought Corsair e O-38P peruanos que passaram a bombardear a frota colombiana. O único caça operacional na área que os peruanos possuíam era um Curtiss Hawk que, a curto alcance, não conseguia escoltar os aviões de ataque peruanos. Naquele exato momento os aviões colombianos se dirigiam à frota para apoiar o ataque ao solo, de modo que os aviões peruanos não tiveram tempo de bombardear e passaram à defensiva, atacados pela artilharia antiaérea da flotilha colombiana e pelos caças-bombardeiros colombianos: nesta ação foi abatido o avião do piloto peruano Américo Vargas. Depois os aviões peruanos retiraram-se para outra base. Em seguida, a flotilha colombiana desembarcou as tropas do Destacamento Amazonas na base do rio Algodón sem encontrar resistência. Mesmo assim, quatro soldados peruanos que ficaram para trás foram capturados, além de suprimentos militares e uma oficina para aeronaves.

### Frente naval

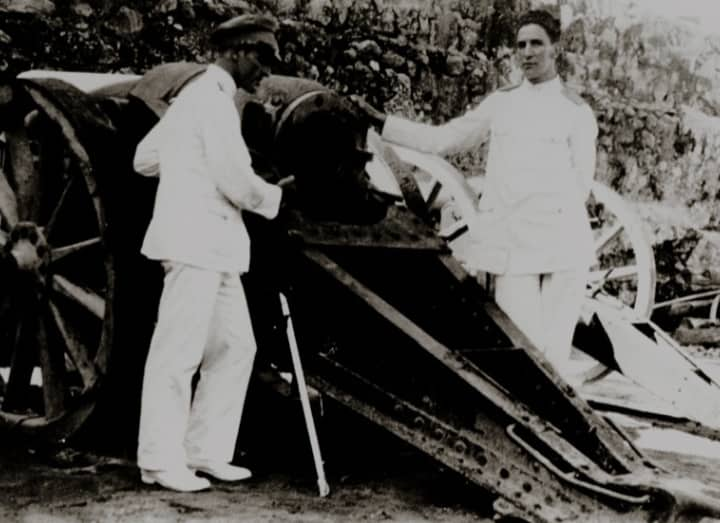
Artilharia costeira colombiana.

Em 4 de maio de 1933, a Força Avançada do Atlântico da Marinha Peruana cruzou o Canal do Panamá juntamente com a frota fluvial peruana, completando assim um cerco naval às costas colombianas do Mar do Caribe e do Oceano Pacífico, com o cruzador Coronel Bolognesi e os submarinos R-2 e R-3 estacionados no Pacífico e os destróieres Almirante Villar e Almirante Guise no Oceano Atlântico. Isso obrigou a criação, pelo Estado colombiano, de uma base de hidroaviões em Buenaventura e localização de dois canhões 126mm para proteção costeira e outro em Cartagena das Índias.
Em 15 de maio de 1933, a frota fluvial peruana chegou a Belém do Pará, no Brasil, com o objetivo de enfrentar a frota da Expedição Amazônica no rio Putumayo, enviando o Almirante Grau e os submarinos R-1 e R-4. O cruzador Lima e o contratorpedeiro Teniente Rodríguez partiram dias depois de El Callao. Ao mesmo tempo, o general colombiano Vázquez Cobo, recém-chegado da Europa, posiciona-se na foz do rio Amazonas para se preparar para subir o rio e dirigir-se ao teatro de operações. Já em maio de 1934, dois navios de construção inglesa, modernos na época, chegaram a Cartagena das Índias para a nascente marinha colombiana: os contratorpedeiros MC Antioquia e MC Caldas.

### Enfrentamento em La Zoila
No dia 26 de maio, tropas colombianas compostas por 10 soldados colombianos sob o comando do 2º Tenente Guillermo Aldana, que ainda não sabia o que havia sido acordado no dia anterior em Genebra sobre a suspensão das hostilidades, surpreenderam e capturaram quatro oficiais e 73 soldados peruanos comandados pelo Capitão Manuel Badárrago, tomando-lhes vários fuzis e três metralhadoras. A ação foi realizada através de um golpe-de-mão noturno desses soldados colombianos contra um acampamento peruano no local chamado La Zoila (La Rebeca), a 35 km de Güepí.

## Fim do conflito

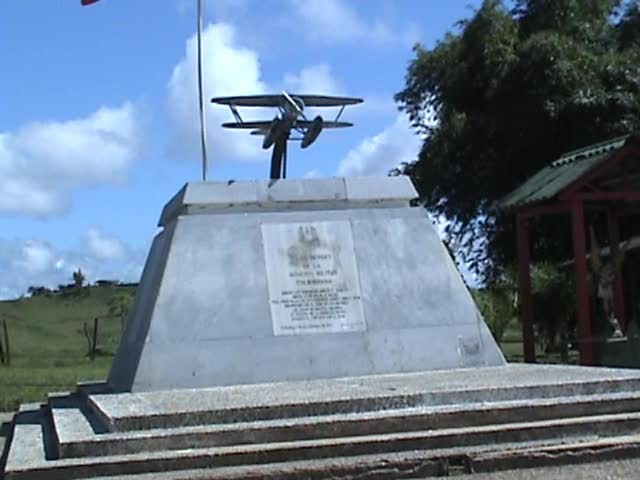
Memorial de guerra em Tarapacá, na Colômbia. A placa diz, "Aos Heróis da Força Aérea Colombiana; que com verdadeira coragem deram o melhor de si; voando com suas nobres aeronaves sobre rios e selvas. Declarando sobre nossa Amazônia ao som de seus motores a soberania de nosso país durante a guerra com o Peru."

Em 30 de abril de 1933, o presidente peruano Luis Miguel Sánchez Cerro foi assassinado por Abelardo Mendoza Leyva, membro do partido aprista, enquanto deixava a revista dos 30.000 soldados que iriam se mobilizar para o teatro de operações, no Hipódromo de Santa Beatriz em Lima. Seu sucessor, o General Óscar Benavides, amigo do presidente eleito colombiano Alfonso López Pumarejo, chefe do Partido Liberal Colombiano, reuniu-se com ele 15 dias depois na capital peruana.
O Peru concorda em entregar Letícia a uma comissão da Liga das Nações, que passou um ano estudando possíveis soluções alternativas para o conflito. Da mesma forma, a Colômbia entregou a guarnição de Güepí e a Ilha Chavaco ao Peru 30 dias após a assinatura da cessação das hostilidades, além de entregar todos os prisioneiros de guerra peruanos.

### Desocupação de Letícia
Em 25 de junho de 1933, as tropas peruanas retiraram-se de Letícia, entregando-a à delegação da Liga das Nações, e o conflito terminou. A Colômbia e o Peru reuniram-se posteriormente no Rio de Janeiro, onde o Protocolo do Rio de Janeiro (1934) foi assinado para chegar a um acordo de paz, e o Tratado Salomón-Lozano de 1922 foi ratificado, ainda em vigor hoje e aceito por ambas as partes.

## Legado
A guerra terminou onde começou, com as fronteiras na mesma situação onde se encontravam antes do primeiro tiro ser disparado, o que se caracteriza na diplomacia como o status quo ante bellum. A Colômbia conseguiu uma vitória tanto militar quanto diplomática, com o terreno longínquo e inóspito sendo um grande obstáculo a ser vencido, testando assim o treinamento e o poder militar nacionais, além de uma diplomacia nacional eficiente. O conflito é largamente desconhecido em ambos os países, com pouco espaço no sistema educacional e na mídia; sobrevivendo apenas por meio de alguns poucos monumentos.

### Monumento ao heróis na Colômbia
Na Colômbia há um monumento do Exército Colombiano dedicado ao "Conflito Amazônico", em Letícia, mostrando um soldado colombiano em cima de uma estrutura de quatro lados, cada um trazendo uma tábua com informações. O soldado está equipado com o capacete de aço alemão com o cocar nacional, o fuzil Mauser e uma mochila, conforme o equipamento usado pelos colombianos na época. A tábua na frente do monumento contém as palavras:

"O Exército da Colômbia
A seus heróis do Conflito Amazônico
1932 - 1934
A selva foi palco para sua coragem
e galhardia, os rios itinerário de
seu fôlego vitorioso"

As outras placas mostram o mapa de operações, os batalhões e outras unidades envolvidas e uma tábua com as batalhas; mencionando Tarapacá, Rio Cotuhé - Buenos Aires, Rio Algodón, Güepí, Fuerto Calderón e La Rebeca.

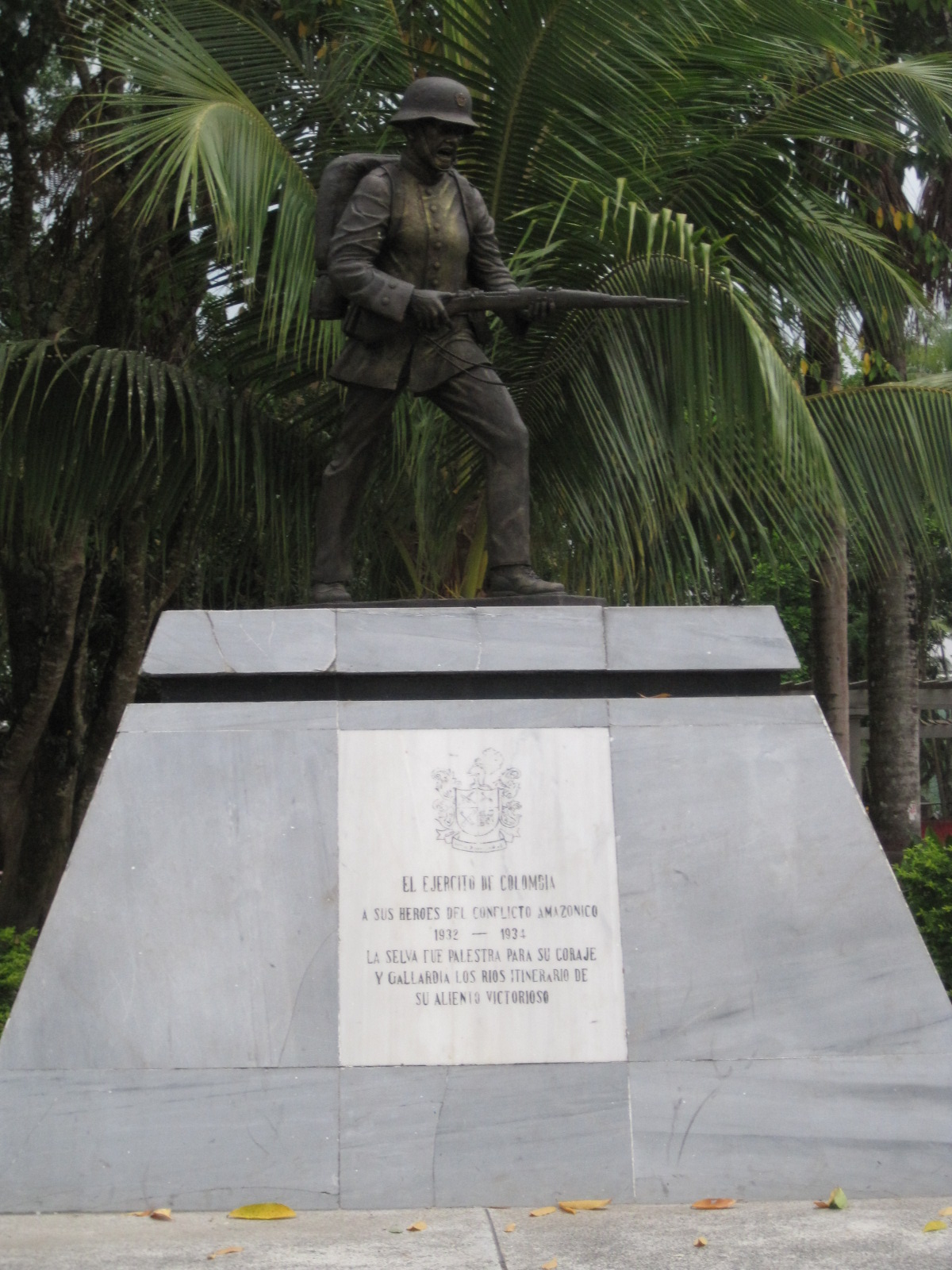
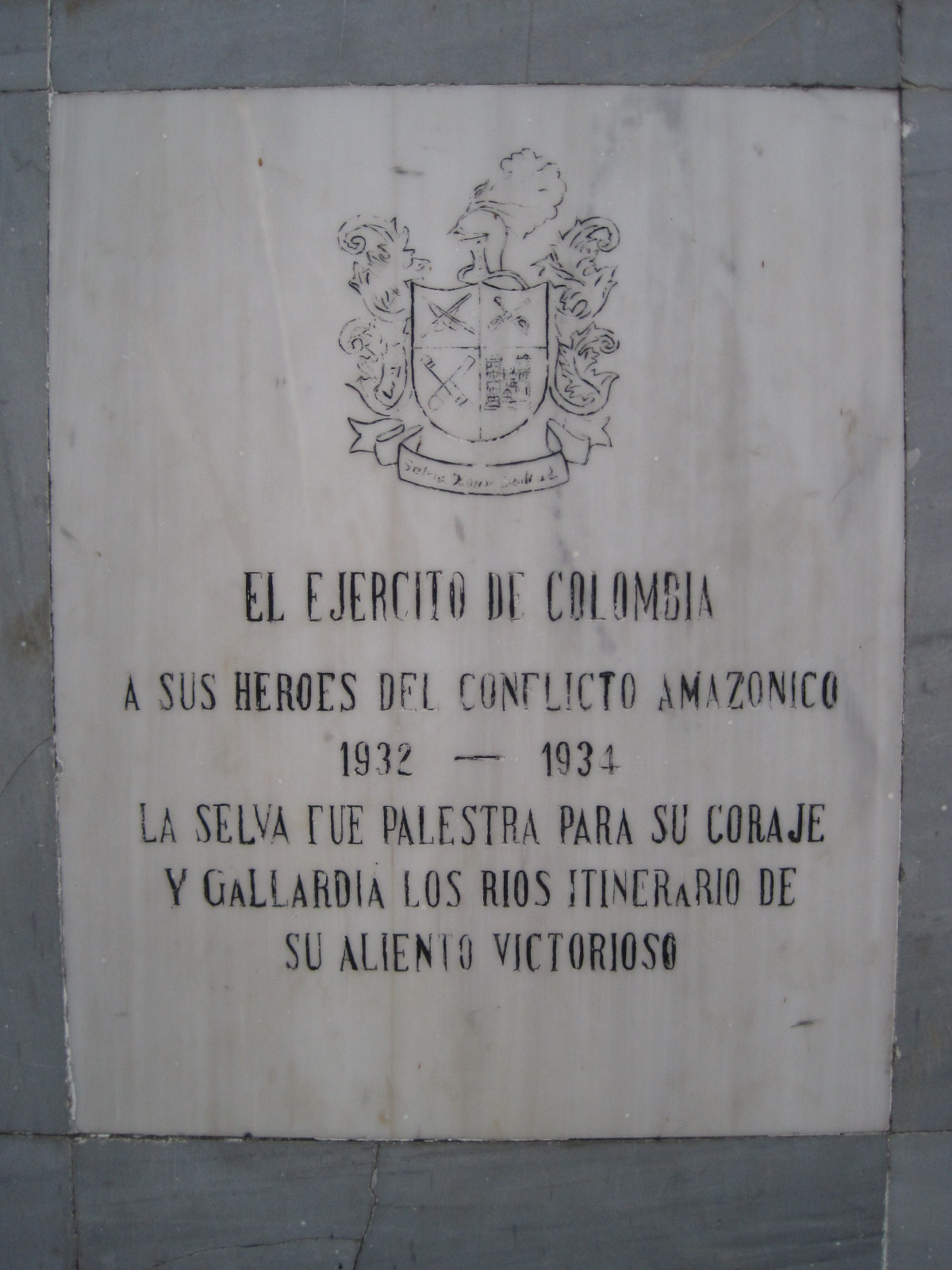
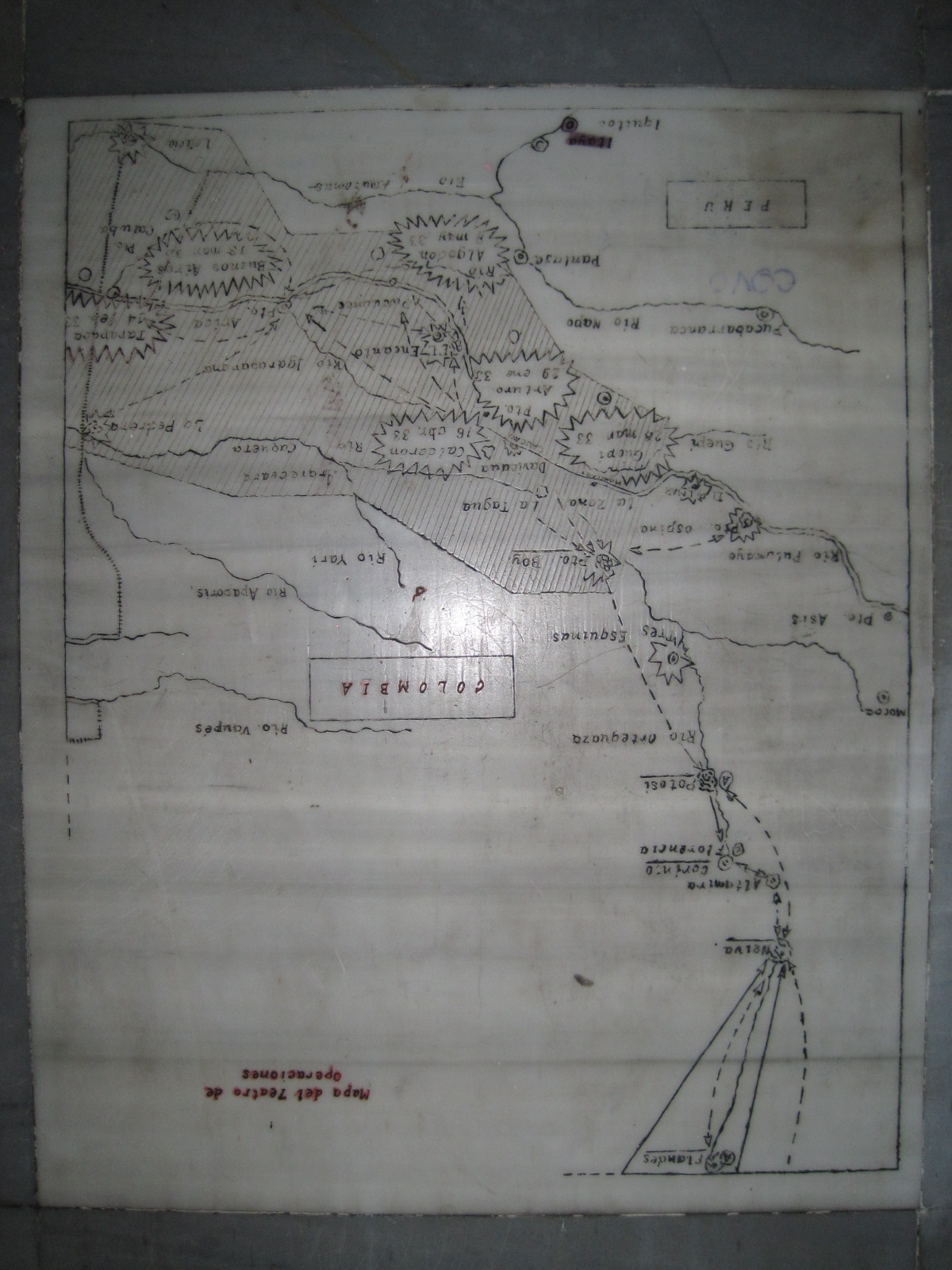
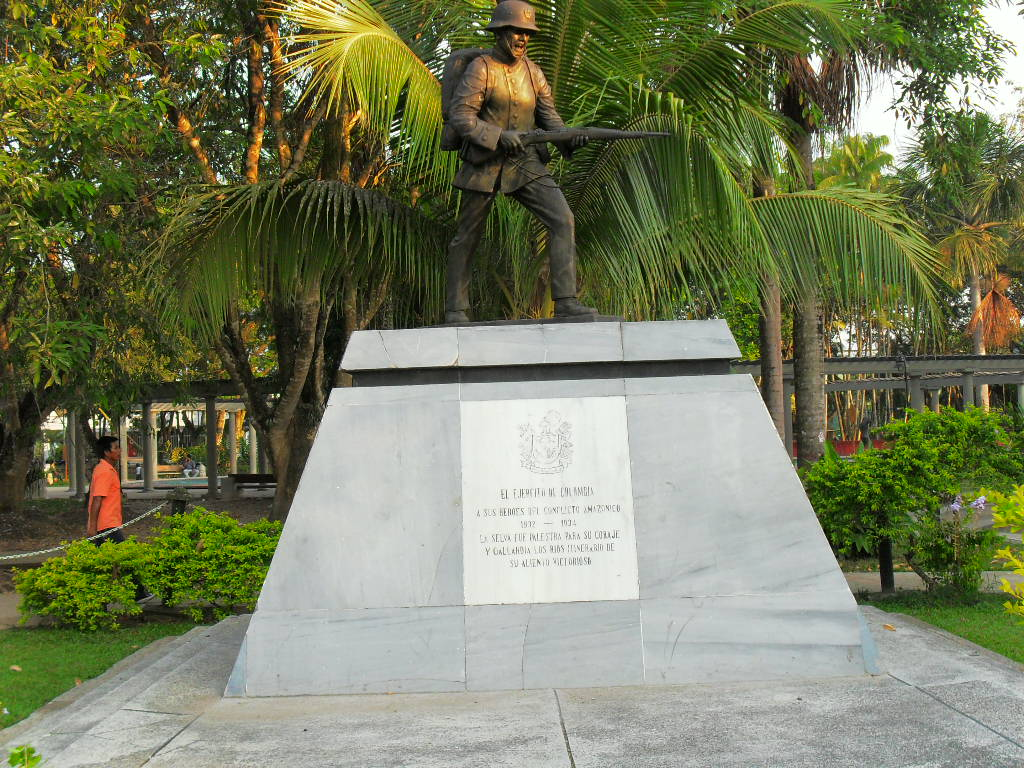
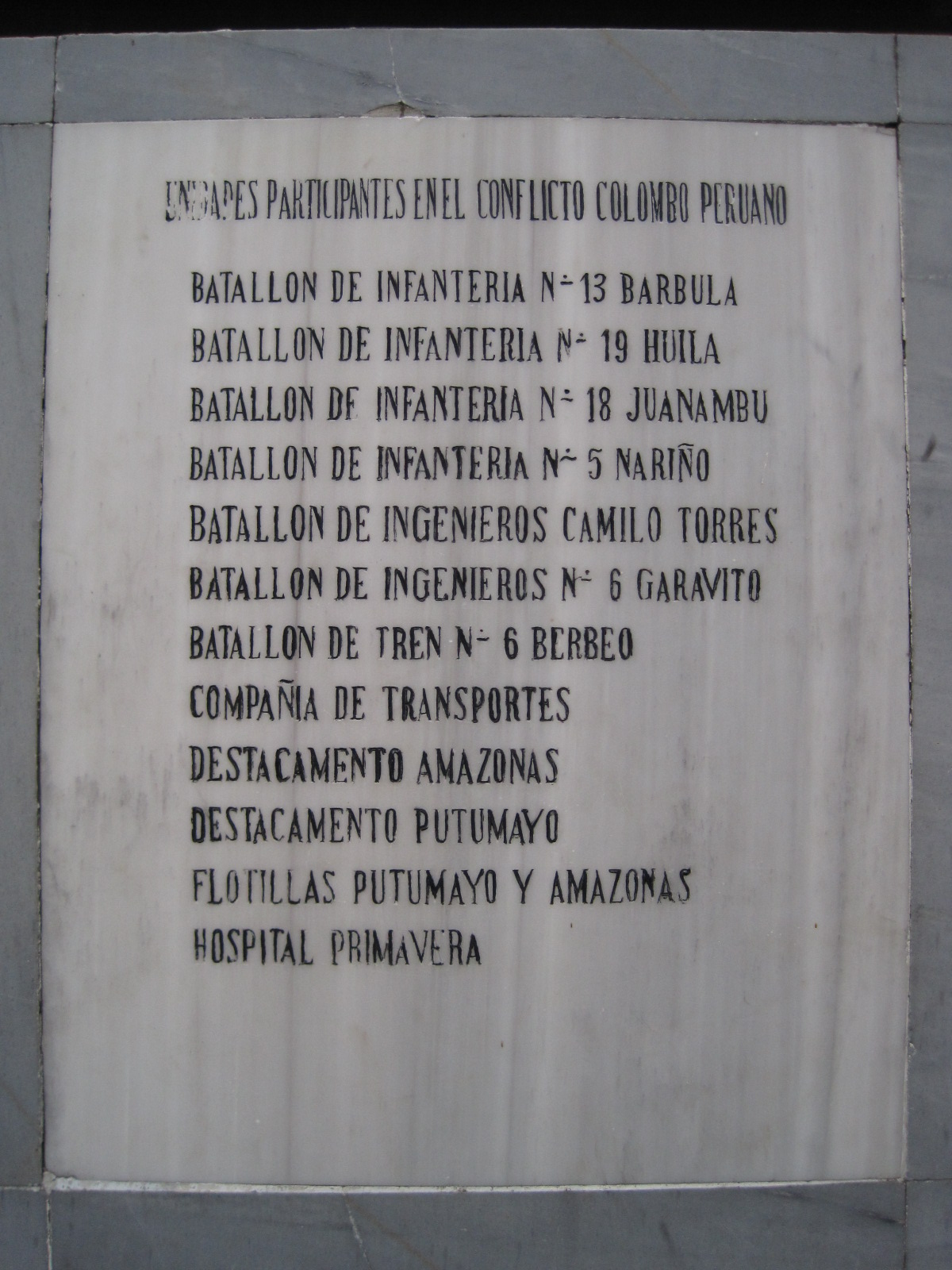
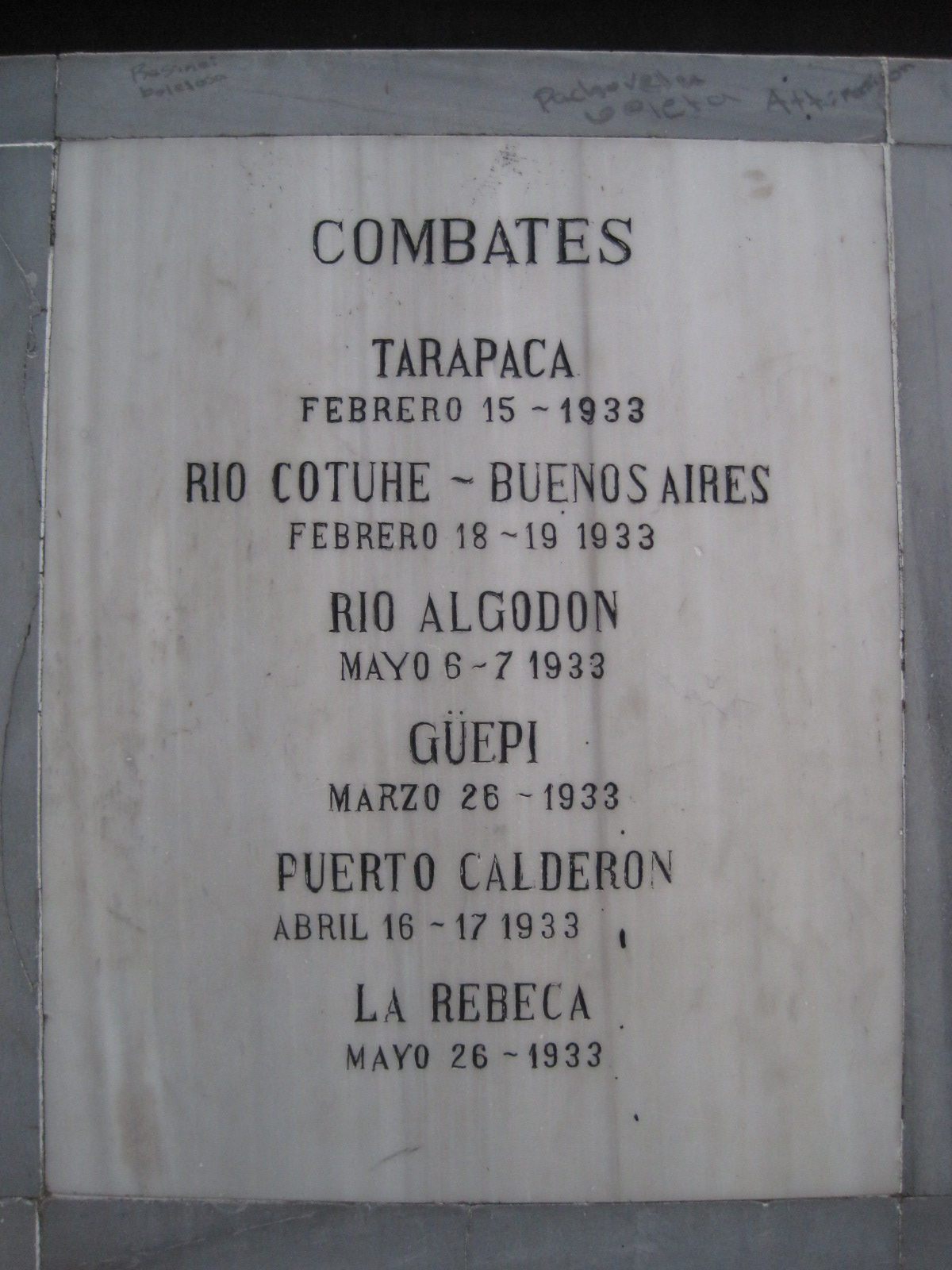
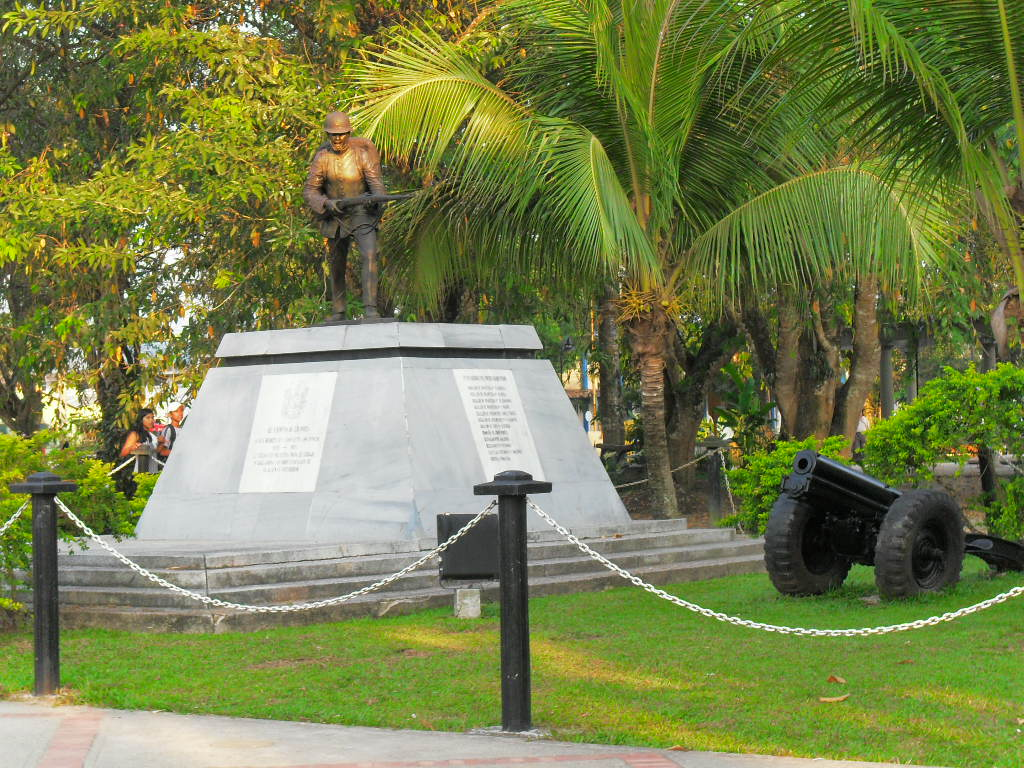

## Ligações Externas
- La Marina de Guerra del Perú Siglo XX - El Conflicto con Colombia (1932-1933)
- Historia del sigo XX, Biblioteca Luis Angel Arango
- Procesos de paz entre 1902 y 1994
- Colombia expulsa a los Peruanos de Tarapacá ColombiaLinks
- El conflicto fronterizo Fuerza aerea Colombiana
- Guerra Colombia-Perú La Vanguardia Liberal
- Economía y conflicto colombo - peruano ISBN 9588160111